# 莱佩讷米拉博
莱佩讷米拉博（法語：Les Pennes-Mirabeau，法語發音：[le pɛn miʁabo]）是法国普罗旺斯-阿尔卑斯-蓝色海岸大区罗讷河口省的一个市镇，属于普罗旺斯地区艾克斯区。莱佩讷米拉博有法國規模屈指可數的商業中心，其面積占市區面積的三分之二。這裡還有可口可樂的生產工廠，對法國南部的全部地區提供飲料。

## 历史
考古學證明這裡最早在前3世紀開始有人居住。在市區以西發現了凱爾特人的城市。莱佩讷米拉博最早的記載是在1022年。

## 地理
莱佩讷米拉博（43°24'36"N, 5°18'34"E）面积33.66 平方千米，位于法国普罗旺斯-阿尔卑斯-蓝色海岸大区罗讷河口省，该省份为法国东南部沿海省份，北起沃克吕兹省，西接加尔省，南濒地中海，东临瓦尔省。
与莱佩讷米拉博接壤的市镇（或旧市镇、城区）包括：布克贝莱尔、卡布列斯、日尼亚克拉内特、勒罗沃、圣维克托雷、塞普泰姆莱瓦隆、维特罗勒、马赛。
莱佩讷米拉博的时区为UTC+01:00、UTC+02:00（夏令时）。

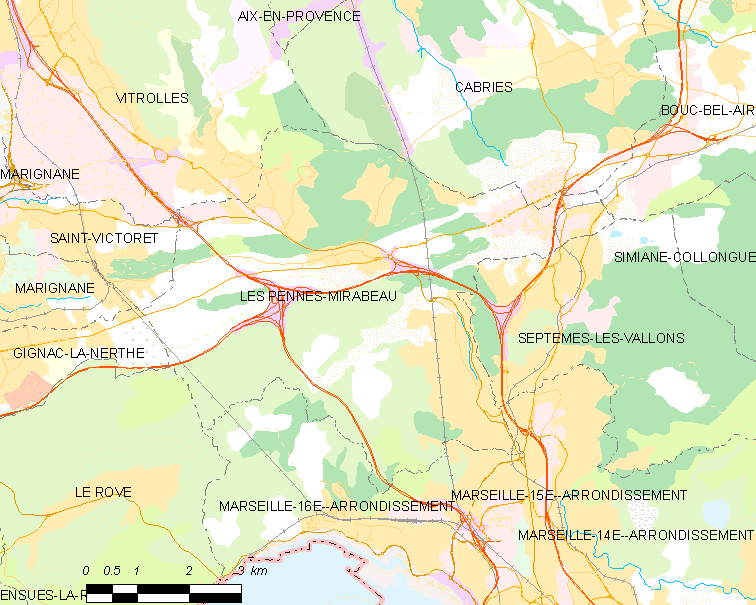
莱佩讷米拉博的OSM定位图

## 行政
莱佩讷米拉博的邮政编码为13170，INSEE市镇编码为13071。

## 政治
莱佩讷米拉博所属的省级选区为加尔达讷县。

## 人口

1962-2008年间莱佩讷米拉博人口变化图示

莱佩讷米拉博于2022年1月1日时的人口数量为22423人。